# Gang Starr

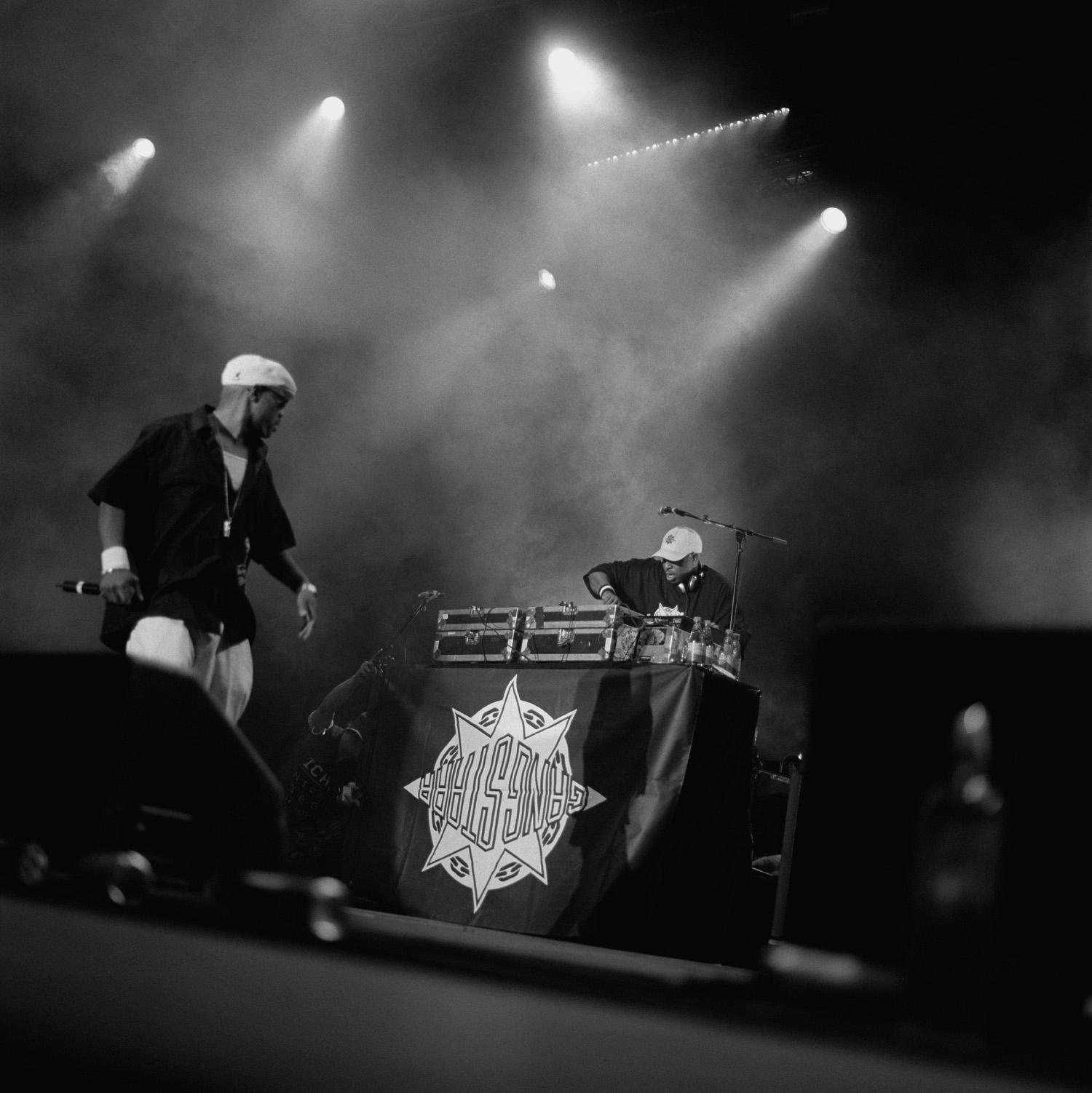
Gang Starr (1999)

Gang Starr – amerykański duet hip-hopowy, w skład którego wchodzili Guru i DJ Premier.
Grupa powstała w 1988 w Bostonie, została założona przez Guru i DJ Michaela Mike Dee Johnsona. Pierwsze single zespołu wyprodukowane były przez DJ Marka The 45 Kinga to „The Lesson” i „Bust A Move”. Zanim DJ Premier przeprowadził się z Brooklynu w Nowym Jorku do koledżu Prairie View A&M w Houston, zostawił swoje taśmy demo w kilku wytwórniach. Firma Wild Pitch zaproponowała mu kontrakt i skontaktowała z Guru. Premier zmuszony był jednak wrócić do koledżu w Teksasie, dlatego też współpraca obu muzyków sprowadzała się do kontaktów telefonicznych i przesyłania pocztą kaset. Jej owocem był debiutancki album No More Mr. Nice Guy, nagrany w ciągu 10 dni.

## Dyskografia

### Albumy studyjne
- No More Mr. Nice Guy (1989)
- Step in the Arena (1991)
- Daily Operation (1992)
- Hard to Earn (1994)
- Moment of Truth (1998)
- The Ownerz (2003)
- One of the Best Yet (2019)

### Kompilacje
- Full Clip: A Decade of Gang Starr (1999)
- Mass Appeal: Best of Gang Starr (2006)